# Kiko Ramírez
Francisco 'Kiko' Ramírez González (14 de julio de 1970) es un exfutbolista y entrenador español de fútbol. 

## Trayectoria
Inicios
Ramírez fue segundo entrenador del Club Gimnàstic de Tarragona con varios entrenadores, desde José Carlos Granero hasta Luis César Sampedro, después de haber sido futbolista del mismo equipo. Luego estuvo al frente del juvenil grana de la División de Honor. Tuvo su gran momento como volante por izquierda.
Pobla de Mafumet
Kiko debutó como primer entrenador en 2010, al frente del Club de Futbol Pobla de Mafumet. En su primera temporada, el equipo alcanzó los "play-off", pero no pudo competir en los mismos por alineación indebida. En su segundo intento, La Pobla se clasificó para los "play-off" por primera vez en su historia. 
Gimnàstic de Tarragona
El 23 de junio de 2012, Kiko fue nombrado nuevo entrenador del Gimnàstic de Tarragona para la temporada 2012-13. Desde Jaume Bonet Serrano, en la temporada 2001-02, no se sentaba un entrenador de la provincia en el banquillo grana; y se le encomendó el objetivo de volver a Segunda División A. Sin embargo, el técnico fue destituido el 14 de octubre de 2012 dejando al equipo a 10 puntos del "play-off" de ascenso.
CE L'Hospitalet
Tras un año lejos de los banquillos, en octubre de 2013 fue contratado por otro equipo catalán de Segunda División B, el Centre d'Esports L'Hospitalet. Aunque se hizo cargo del equipo arlequinado en una situación complicada, logró remontar el vuelo y llevarlo al subcampeonato, accediendo a los puestos de promoción de ascenso. Allí alcanzó la última ronda, pero no pudo obtener el ascenso, ya que perdió contra el Club Deportivo Leganés por un resultado global de 2-1. Su buen trabajo al frente del conjunto catalán le valió la renovación, pero su segunda temporada en el cuadro catalán no fue tan exitosa como la primera, ya que terminó fuera de los puestos de "play-off", ambas partes decidieron no continuar.
CD Castellón
El 20 de octubre de 2015, fue contratado por el CD Castellón, de Tercera División. Llevó al equipo al 3.er puesto de la Liga regular, accediendo a la promoción de ascenso a Segunda B, pero perdió en la tanda de penaltis contra el CF Gavà en la última ronda. El 3 de julio de 2016, abandonó el club tras no llegar a un acuerdo para su renovación.
Wisla Cracovia
El 3 de enero de 2017, se incorporó al Wisła Cracovia. Aunque logró clasificar al equipo polaco para luchar por la Ekstraklasa tras acabar en la quinta plaza la fase regular, ganándose su renovación. Finalmente fue despedido a finales de año, dejando al conjunto cracoviano en quinto puesto.
CE Sabadell
El 16 de enero de 2019, fue presentado como nuevo técnico del CE Sabadell FC. Debutó con triunfo, pero a continuación los resultados no fueron lo esperado y fue destituido. El 1 de abril de 2019, fue cesado en sus funciones.
Xanthi
El 22 de mayo de 2019, firmó por el Xanthi Athlitikos Omilos de la Superliga de Grecia, en el que realizó un inicio donde se colocaría como líder en varias ocasiones por primera vez en su historia, ganado en feudos como el AEK de Atenas y Panathinaikos. El 25 de noviembre de 2019, sería destituido con el equipo en cuarta posición del campeonato.
Odisha Football Club
El 20 de julio de 2021, firma por el Odisha Football Club de la Superliga de India.
El 14 de enero de 2022, es destituido como entrenador del Odisha Football Club y es sustituido por su asistente Joaquín García Sánchez.
Wisla Cracovia
El 7 de diciembre de 2022, firma como director deportivo del Wisła Cracovia de la Ekstraklasa.

## Clubes
| Club                     | País    | Categoría           | Año       | P  | PG | PE | PP | % v.  |
| ------------------------ | ------- | ------------------- | --------- | -- | -- | -- | -- | ----- |
| Pobla de Mafumet         | España  | Tercera División    | 2010-2012 |    |    |    |    |       |
| Gimnàstic de Tarragona   | España  | Segunda División B  | 2012      | 9  | 1  | 4  | 4  | 11.11 |
| CE L'Hospitalet          | España  | Segunda División B  | 2013-2015 | 78 | 36 | 23 | 19 | 46.15 |
| CD Castellón             | España  | Tercera División    | 2015-2016 | 34 | 21 | 9  | 4  | 61.76 |
| Wisła Cracovia           | Polonia | Ekstraklasa         | 2017      | 36 | 15 | 6  | 15 | 41.67 |
| CE Sabadell FC           | España  | Segunda División B  | 2019      | 11 | 1  | 4  | 6  | 9.09  |
| Xanthi Athlitikos Omilos | Grecia  | Superliga de Grecia | 2019      | 6  | 5  | 0  | 1  | 83.33 |
| Odisha Football Club     | India   | Superliga de India  | 2021-2022 |    |    |    |    |       |